# Attimis
Attimis is een gemeente in de Italiaanse provincie Udine (regio Friuli-Venezia Giulia) en telt 1909 inwoners (31-12-2004). De oppervlakte bedraagt 33,3 km², de bevolkingsdichtheid is 55 inwoners per km².
De volgende frazioni maken deel uit van de gemeente: Forame, Subit, Porzus, Racchiuso, Partistagno.

## Demografie
Attimis telt ongeveer 840 huishoudens. Het aantal inwoners steeg in de periode 1991-2001 met 4,5% volgens cijfers uit de tienjaarlijkse volkstellingen van ISTAT.
| Jaar | Inwoneraantal |
| ---- | ------------- |
| 1991 | 1754          |
| 2001 | 1833          |

## Geografie
De gemeente ligt op ongeveer 133 m boven zeeniveau.
Attimis grenst aan de volgende gemeenten: Faedis, Nimis, Povoletto, Taipana.

## Impressie

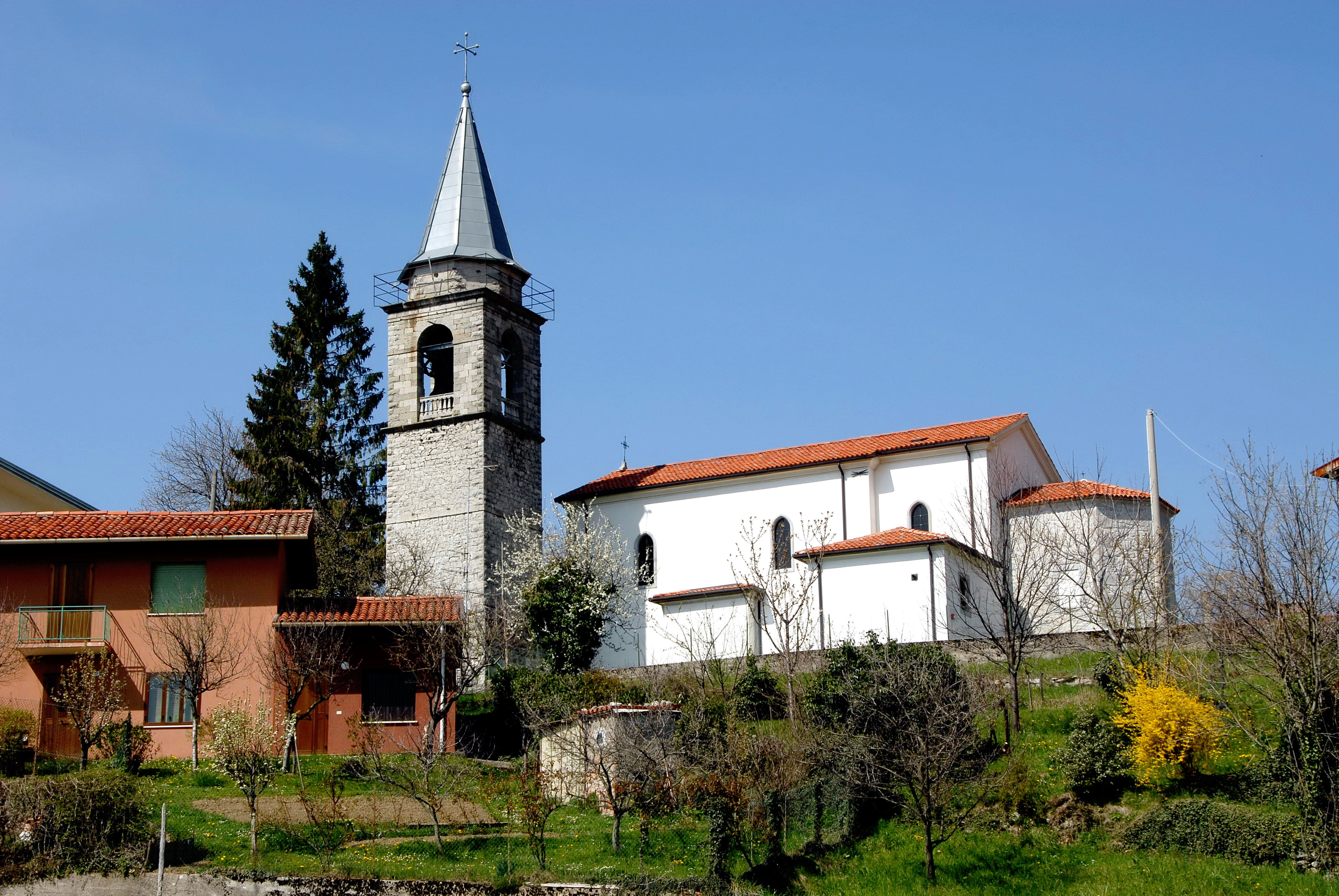
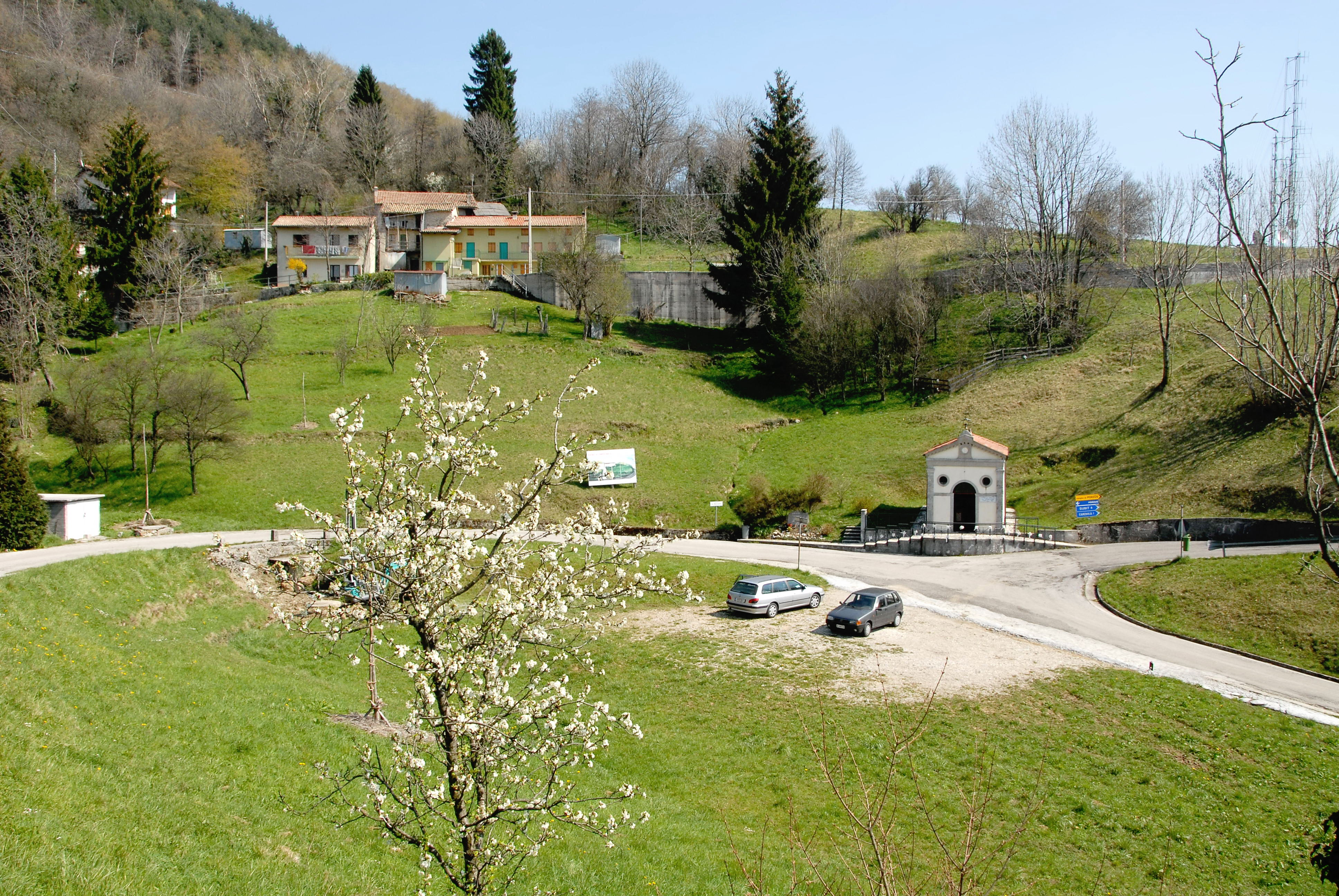
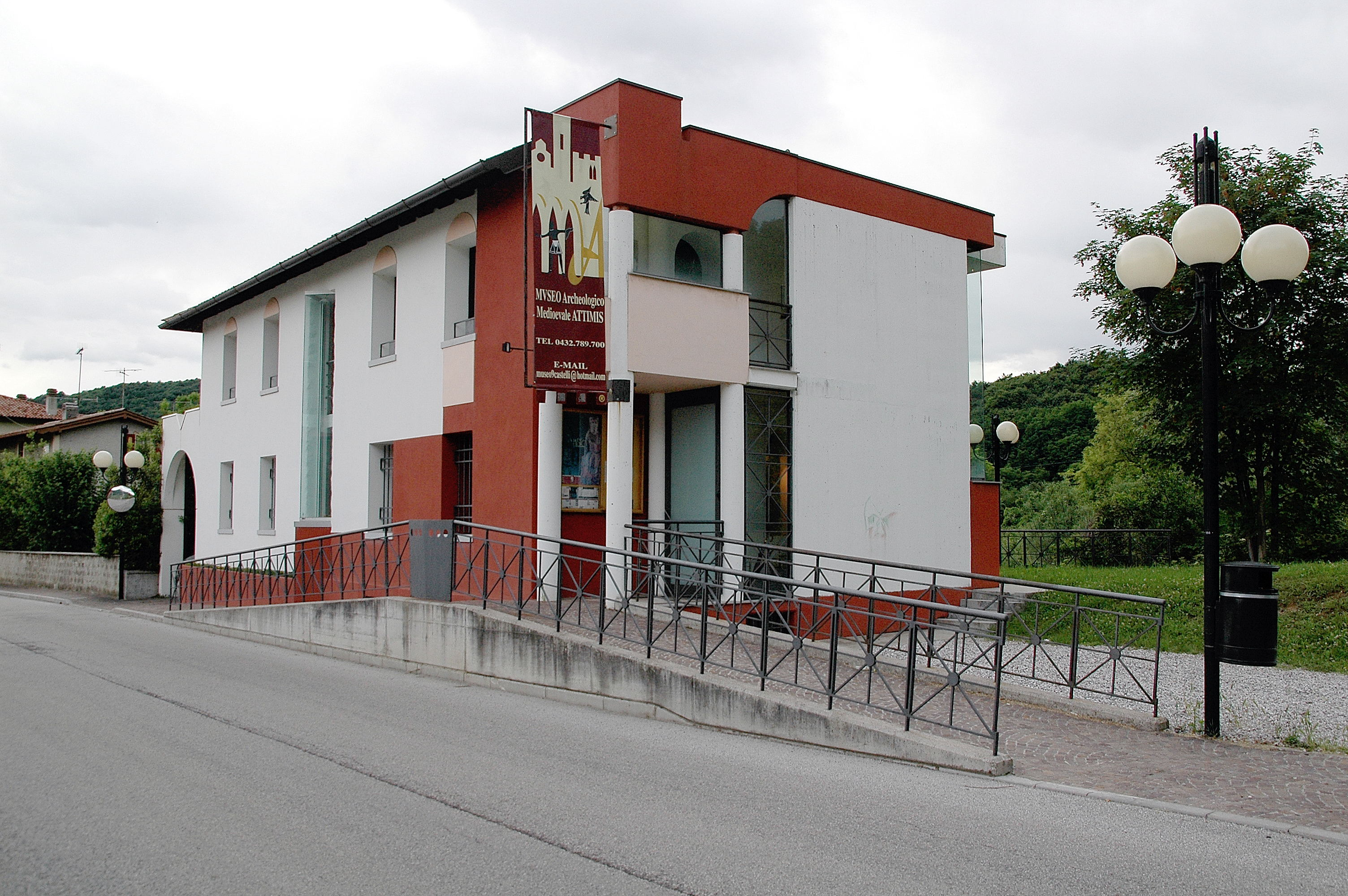